# Batalla de Montjuïc (1705)
La batalla de Montjuïc fou un dels episodis de la Guerra de Successió Espanyola, en la que els aliats van prendre la fortalesa de Barcelona per immediatament assetjar i prendre la ciutat el 1705.

## Antecedents
Preveient la mort de Carles II de Castella sense descendència, les principals potències europees van proposar un príncep elector de Baviera, amb el consegüent repartiment de possessions entre aquestes potències, però aquest mor i Carles II, que mor el 1700 proposa Felip d'Anjou. Felip entra a Barcelona el 2 d'octubre i les Corts finalment es taquen el 14 de gener de 1702 amb el jurament de les constitucions catalanes pel Rei. Els aliats proposen l'Arxiduc Carles i comencen les hostilitats.
El 27 de maig de 1704 es produeix ja un primer intent de desembarcament aliat a Barcelona, amb Jordi de Darmstadt al front amb part de 30 vaixells britànics i 18 holandesos, però és un estol insuficient doncs només compta amb 1.200 soldats d'infanteria, car es comptava amb el suport dels conspiradors però la ciutat es posa a les ordres del virrei i els aliats fugen bombardejant el 31 de maig. Pres Gibraltar pels britànics, a l'agost del 1705 l'arxiduc embarca a Lisboa en direcció al Mediterrani. S'atura a Altea on és proclamat Rei i la revolta valenciana dels maulets s'estén liderada per Joan Baptista Basset. Mentrestant, encoratjats constantment pel príncep Jordi de Darmstadt, escamots armats barren el pas als borbònics a la plana de Vic.
La flota de l'Arxiduc, composta per 180 vaixells amb 9.000 soldats anglesos, holandesos i austriacs i 800 cavalls sota el comandament del comte de Peterborough, l'holandès Schrattenbach i Jordi de Darmstadt arriba a Barcelona el 22 d'agost. Les autoritats de la ciutat es posen al servei de Felip d'Anjou i proposen formar la milícia armada de la ciutat, la Coronela, mentre la població vacil·la i els vigatans s'aixequen i baixen uns 1.000 armats per unir-se al desembarcament.

## Batalla
Jordi de Darmstadt dirigeix l'atac per fer caure la fortalesa de Barcelona la nit del 13 al 14 de setembre amb l'aproximació sigilosa de tres columnes, la primera composta per 400 granaders anglesos i irlandesos, la segona per 400 mosqueters anglesos, 100 holandesos i 100 catalans, i la tercera de 300 dragons i 1.000 soldats anglesos. Uns altres 1.000 catalans amb Antoni de Peguera sota les ordres de Stanhope barraven el pas a la guarnició de Barcelona en cas de voler reforçar la fortalesa.
L'assalt va perdre el factor sorpresa i els defensors rebutjaren el primer atac. De la ciutat sortiren 400 granaders a cavall en defensa de la guarnició i Jordi de Darmstadt morí en el combat amb aquestes tropes, mentre que es capturaven 300 presoners aliats, però els aliats es reagruparen i dirigits pel mateix comte de Peterborough que amb més de 1.000 catalans el dia 14 conquereix les defenses exteriors del castell, que caigué els dies posteriors.

## Conseqüències
La fortalesa de Montjuïc va ser usada per bombardejar la ciutat de Barcelona, que envoltada de les tropes aliades, es rendeix i el Virrei de Catalunya Francisco Fernández de Velasco, comte de Melgar, signa la capitulació el 9 d'octubre de 1705. És aleshores quan la ciutat s'aixeca contra Velasco i cal calmar la revolta, de manera que el 22 d'octubre entra a Barcelona l'Arxiduc Carles, que el 7 de novembre de 1705 jura les constitucions catalanes i és coronat com a Carles III.
L'ofensiva aliada per ocupar els territoris de l'antiga Corona d'Aragó continua i València no cau en mans aliades fins a finals de desembre i el castell d'Alacant resisteix fins al 1706.